# Tellermine 42

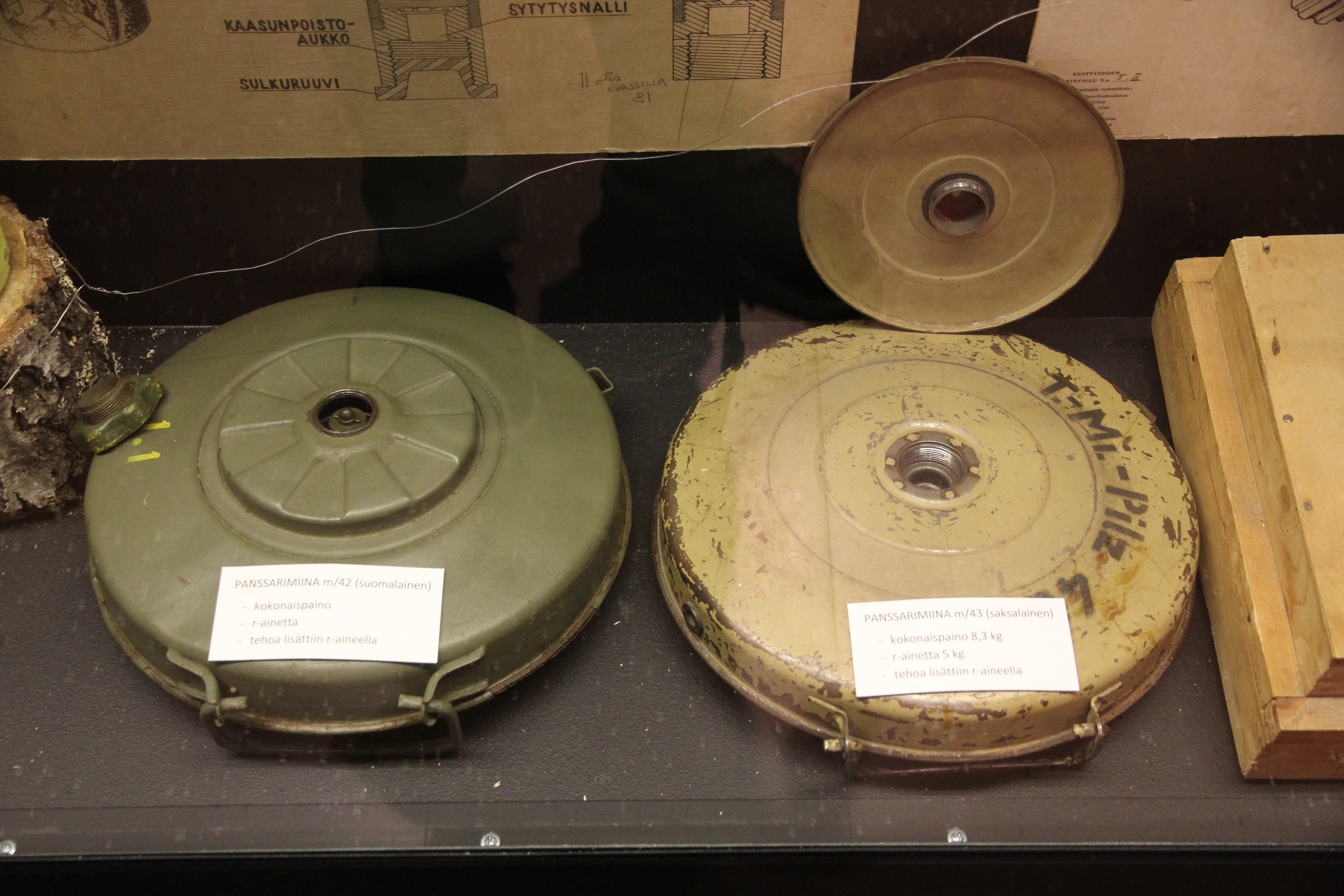
Tellermine 42 (izquierda) y Tellermine 43 (derecha).

La Tellermine 42 (T.Mi.42) es una mina antitanque alemana con cubierta metálica utilizada durante la Segunda Guerra Mundial. La mina fue una mejora de la Tellermine 35 con una resistencia mucho mayor ante una explosión. Fue seguida por la Tellermine 43 simplificada. 
La Tellermine consistía en explosivos sellados dentro de un carcasa de chapa metálica y equipados por una espoleta accionada por presión, las minas Teller tenían un asa de transporte incorporada en el lateral. Como su nombre indica (teller es una palabra alemana que significa plato) las minas tenían formas de platos. 

## Funcionamiento
La espoleta a presión T.Mi.Z.42 se podía instalar en la Tellermine 41. La espoleta T.Mi.Z.43 destacaba por presentar un dispositivo antideslizante integral de serie: cuando la espoleta se insertaba y la placa de presión se atornillaba en su lugar, cortaba un pasador de armado débil en la espoleta con un "chasquido". Esta acción armaba el aparato anti-manipulación. A partir de entonces, cualquier intento de desarmar la mina desenroscando la placa de presión (para eliminar la neblina), activaba automáticamente la detonación. Dado que es imposible determinar qué tipo de espoleta se había instalado, nunca se debía quitar una placa de presión de una Tellermine.

## Especificaciones
- Altura: 102 mm (4 in)
- Diámetro: 324 mm (12.8 in)
- Peso: 9.1 kg (20 lb 1 oz)
- Contenido explosivo: 5.5 kg (12 lb 2 oz) de TNT o 50/50 de Amatol
- Peso de activación: 100-180 kg (220-400 lb)